# Мраморная пещера
Мра́морная пещера, ранее Афганская (КН 442-17) (укр. Мармурова печера, крымскотат. Mermer qobası, Мермер къобасы) — пещера в Крыму, на нижнем плато горного массива Чатыр-Даг, популярный туристический объект. Пещера входит в пятёрку самых живописных и красивейших оборудованных пещер мира.

## Геология, местоположение
Заложена в титонских мраморовидных известняках и вытянута вдоль меридионального разлома в его прибровочной части на северо-западной части замыкания плато Чатыр-Даг.
Пещера находится в семнадцати километрах от города Симферополь. Открыта в процессе исследования Чатыр-Дага, одного из самых насыщенных горных массивов Крымских гор. Спелеолги шутя называют массив «сыром» из-за его заполненности множеством карстовых туннелей. Размеры пещеры и протяженность разведанных ходов пещеры — 2050 м, глубина — 63 м. Оборудованные ходы для экскурсионных туристических маршрутов составляют более одного километра. В составе глинистых образований диагностированы монтмориллонит, каолинит, гётит.
Название Мраморной пещере дал известный спелеолог Александр Козлов, так как она расположена вблизи месторождения мраморовидного известняка, где в довоенное время был карьер по добыче плит этого декоративного камня. Ими выложено московское метро — станция Маяковская и частично станция Проспект Вернадского.

## Фауна и флора
В пещерах присутствуют разнообразные формы жизни: ракообразные водоплавающие, саламандры, пещерные слепоглазки и креветки, у которых отсутствуют органы зрения, пигментация (Troglocaris). Из земноводных много пауков и летучих мышей — животные рождаются и проводят всю жизнь в полной темноте, в основном, ориентируясь по звуку и потокам тёплого воздуха.
Александр Козлов, спелеолог, руководитель Центра спелеотуризма «Оникс-Тур»:

В мире палеонтологи эту пещеру специалисты называют между собой «Ноев ковчег». Мы здесь обнаружили более 700 видов животных, млекопитающих, земноводных, очень разных — от останков мамонтов до личинок мух".
При эксплуатации пещер возникают такие явления, как зарастание стен ламповой флорой, в основном, мхами и сосудистыми растениями. Они возникают как первичные виды, колонизирующие стены в пещерах. Сотрудники, обслуживающие их, постоянно очищают стены от нарастающего мха

## История открытия
В 1987 году симферопольской спелеосекцией, недалеко от пещер Бинбаш-Коба (Тысячеголовая) и Суук-Коба (Холодная) была открыта уникальная по красоте огромная пещера со сложной системой залов и галерей. Новую пещеру, вход в которую находится на высоте 920 метров над уровнем моря, назвали Мраморной (поначалу также употреблялось название «Афганка»). Созданный в 1988 году центр спелеотуризма Оникс-Тур, после детальных научных исследований, оборудовал экскурсионные маршруты — были проложены бетонные дорожки, установлены поручни, проведено освещение. Пещера Мраморная была открыта для посещения в 1989 году, с тех пор в ней побывало несколько сот тысяч посетителей.
При непосредственном участии Центра спелеотуризма «Оникс-тур» уже на следующий год после открытия в пещере были начаты работы по её благоустройству и экскурсионной деятельности. Одновременно на Чатыр-Даге была организована часть заказника республиканского значения — «Карст Горного Крыма». В него вошло 120 карстовых полостей, был обновлён путеводитель по Чатыр-Дагу.
В 1992 году между «Оникс-тур» и СГУ «Лаборатория карстоведения и спелеологии» Симферопольского университета, которой руководил профессор В. Н. Дублянский, был заключён договор о научном сотрудничестве, проведены комплексные исследования. В части оборудованной пещеры Мраморной был составлен теодолитный ход по галереям. Полостная среда также прошла детальные исследования: изучены трещины в породах, микроклимат, вторичные отложения, подземные воды и другие специфические характеристики. К тому времени, когда пещера приобрела популярность, и её посещали по 230 тысяч туристов ежегодно, была разработана схема палеогеографической реконструкции участка нижнего плато, проведены радонометрические и комплексные исследования, сделана теодолитная съемка Тигрового хода, компоновка сводных топоматериалов пещеры. Комплекс исследований помог подготовить и сконструировать удобный для туристов вход со стороны Северной галереи. Проведённая спелеологами работа была отмечена американским первопроходцем в области американской спелеологии Уильямом Холидеем и делегацией из США, которые перенимали опыт освоения, оборудования и эксплуатации пещер Мраморная и Эмине-Баир-Хосар, вошедшей в спелеокомплекс «Мраморная пещера». В 1999 году пещера Мраморная вошла в состав заказника Горный карст Крыма.

## Экскурсионные маршруты
Посетителей встречают огромные залы с причудливыми формами натёчных образований, редчайшими видами кристаллов. Длина оборудованных экскурсионных маршрутов составляет около полутора километров. Протяжённость всех разведанных залов — более 2 километров, а глубина — более 60 метров. В пещере несколько экскурсионных маршрутов. Один из них Галерея Сказок. Она богато украшена сталактитами, сталагмитами и натёчными драпировками. Экскурсионная дорожка огибает причудливые изваяния сталагмитов, напоминающие сказочных героев.
В галерее Тигровый ход свод опускается и можно вблизи любоваться сотнями разнообразных сталактитов. Это самая старшая по возрасту часть пещеры, которая была открыта на год позднее, чем сама пещера, она образована более полутора миллионов лет тому назад согласно анализу разнообразных натечных образований на его стенах. Галерея получила своё название из-за останков найденного здесь крупного хищника, предположительно саблезубого тигра. После тщательного изучения, учёные пришли к выводу, что это пещерный лев, однако первоначальное название галереи уже попало в каталоги и было оставлено без изменений. Живописные натечные колонны и занавеси разделяют галерею на отдельные залы. Очаровательны ажурные ванночки с водой, каменные водопады, уникальные геликтитовые «цветы».

Схема маршрутов.
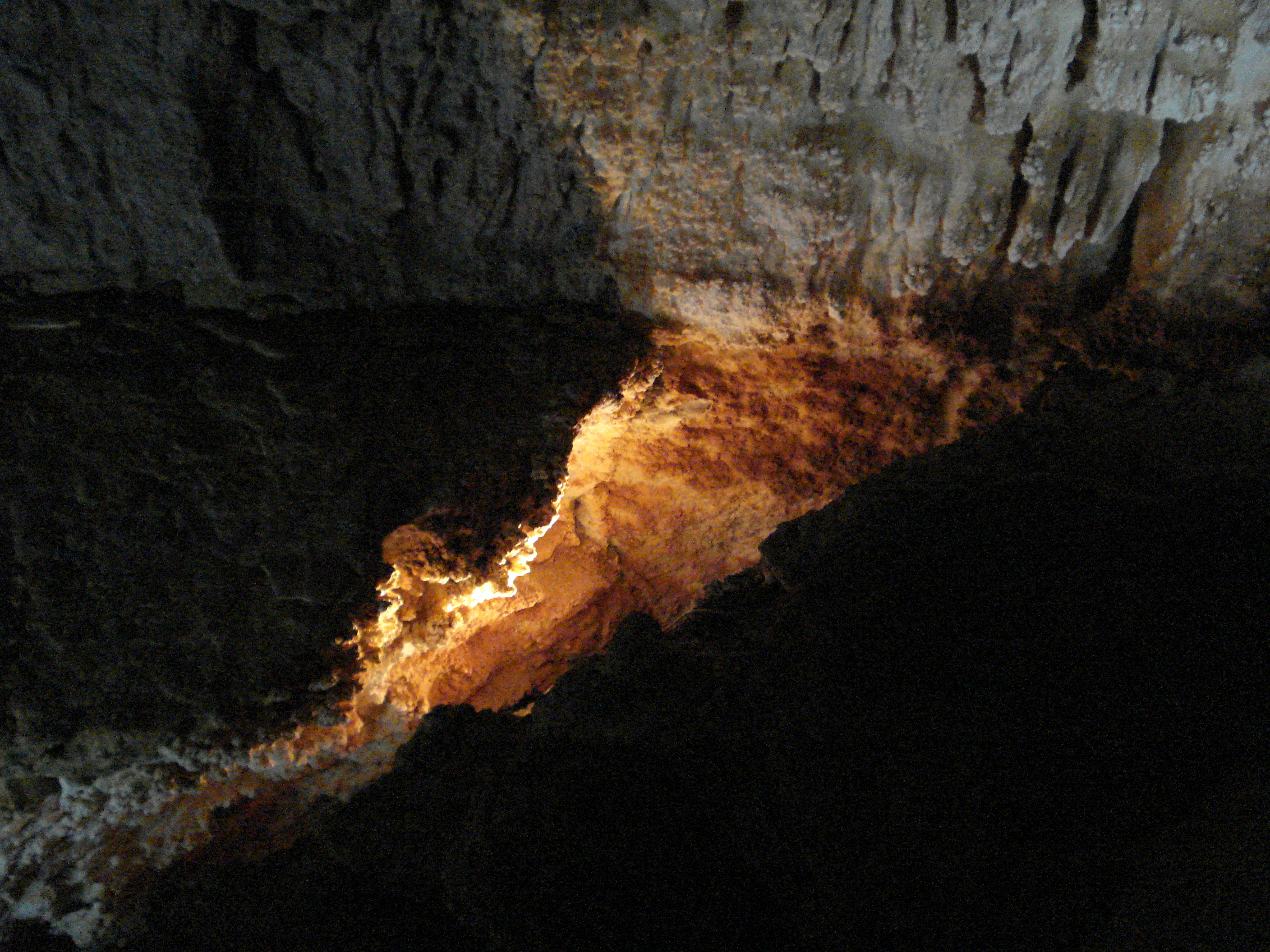
Мраморная пещера.
Жемчужные озера.
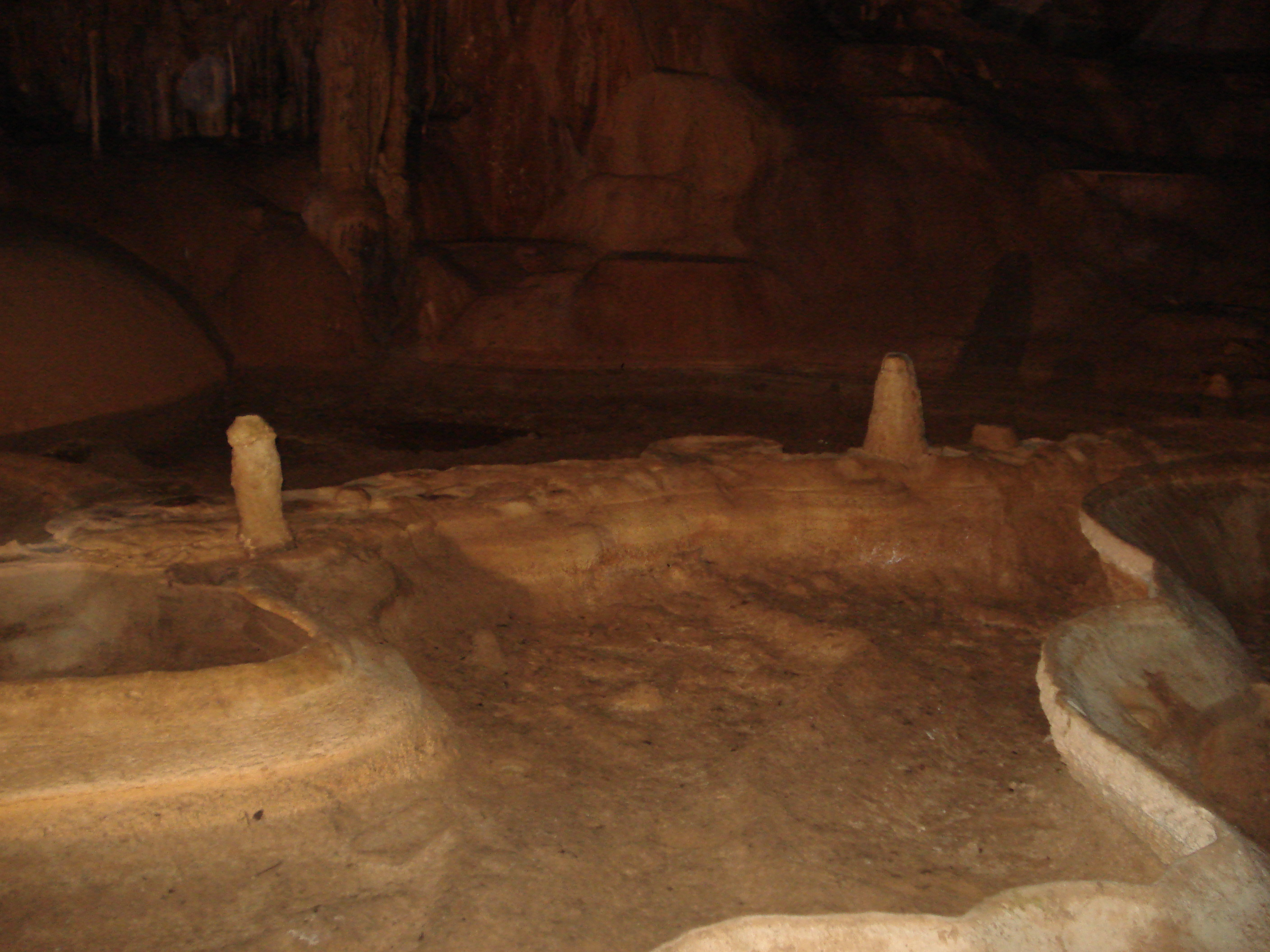
Жемчужные озера.
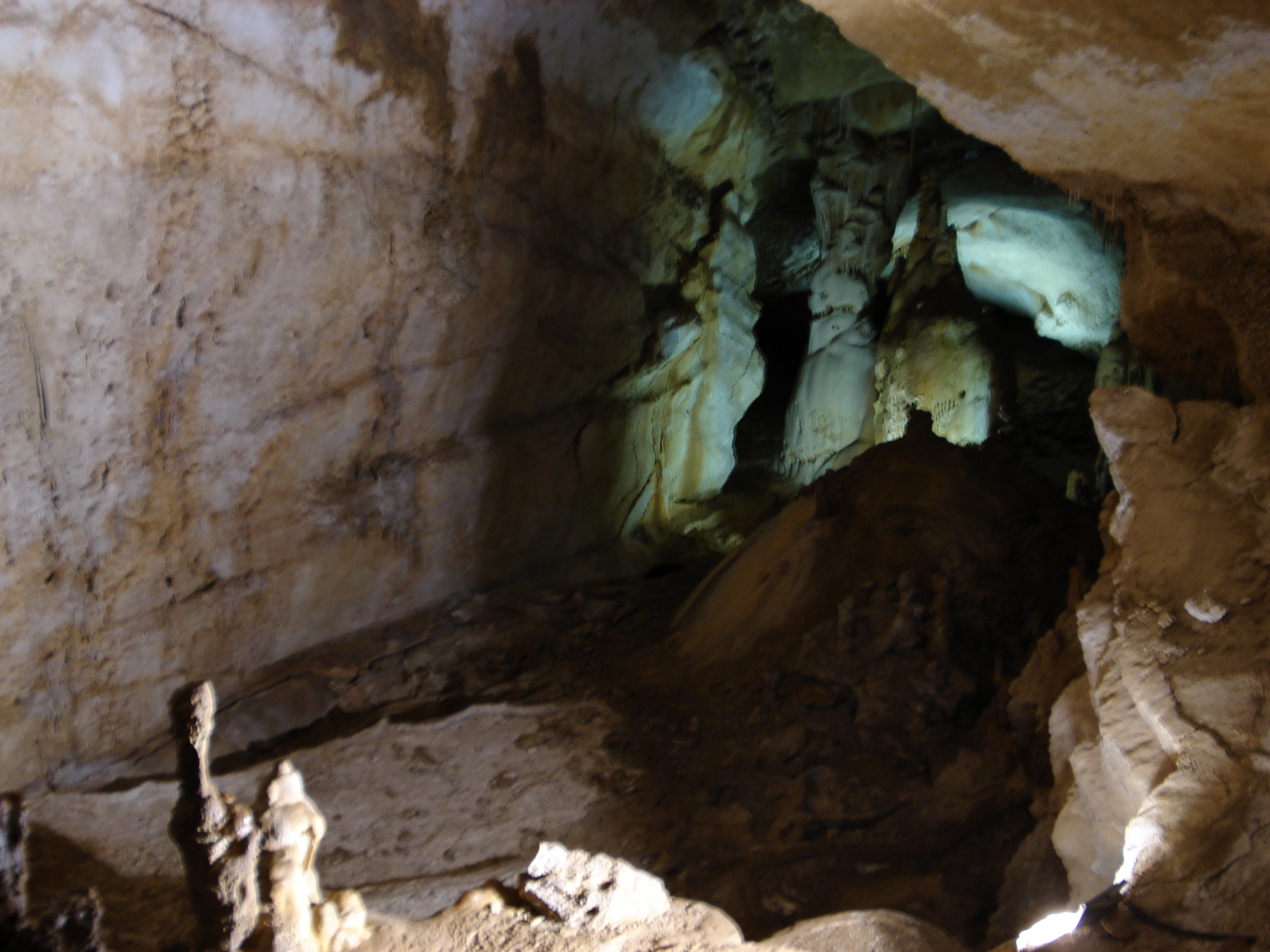
Глиняный зал.

Зал Перестройки (Обвальный зал) — один из крупнейших оборудованных залов Европы и самый крупный зал в пещерах Крыма. Длина его более 100 метров, высота — 28 метров. Он был образован в результате обвала каменного потолка подземной полости, который произошёл более миллиона лет тому назад. Грандиозные стены покрыты «цветами» из кораллитов, гигантские глыбы поднимаются со дна зала, изящные натёчные колонны, разнообразие сталактитов и сталагмитов. Заканчивается маршрут на гребне натёчного образования — гуровой плотины, которая покрыта сотнями кальцитовых ванночек. Сверху виден Дворцовый зал с колоннами «Король» и «Королева».
Нижняя галерея пещеры — природный минералогический музей. Сюда ведёт тур спелеотур «Мелодии Чатыр-Дага», обычным туристам доступ закрыт, так как уникальные кристаллы, включая редкие для пещер кристаллы арагонита, расположены очень близко к дорожкам, и некоторые туристы постоянно что-нибудь отламывали «на память». Раньше для того, чтобы пройти в нижний свод пещеры, нужны были фонари и специальная одежда, теперь там оборудованы удобные дорожки и скамейки, на которых можно отдохнуть, посидеть и послушать музыку: джазовые композиции или классику. Тур занимает 2—2,5 часа. Спелеотур в Нижнюю галерею начинается в Обвальном зале. Тропинка, проходя между каменными глыбами, ныряет в узкие щели, спускается с уступов и ведёт в Розовый зал: отвесные стены покрыты занавесом из натёчных образований, глыбы известняка покрыты кальцитом, загадочные скелеты животных видны под камнями. В Зале Надежды каскады золотистых натёков образовали вдоль стен каменные алтари. Балконный зал — самый большой в нижней галерее и самый впечатляющий. Двенадцатиметровая ступень разделяет его на два богато украшенных этажа. В Люстровый зал туристы попадают, пройдя мимо каменных Гномов, через сталактитовый «лес» — сотни тонких прозрачных кальцитовых трубочек. С потолка свисают «люстры», сплошь покрытые корралитовыми «цветами», некоторые из них почти достигают пола. Здесь спелеотур заканчивается, а пещеру продолжают ещё 4 зала: Обвальный, Русловый, Шоколадка, Геликтитовый.
Обвальный зал с 2018 года стал использоваться и в качестве концертной площадки. Отсутствие прямых углов и объём пещеры, где постоянная температура всего восемь—девять градусов тепла, а влажность составляет от 60 до 100 процентов в карстовых полостях, делают этот зал по акустическим способностям уникальным, не имеющим равных в мире.
Уникальность Мраморной принесла ей мировую известность. По оценкам спелеологов, она входит в пятерку красивейших пещер планеты и является одной из самых посещаемых пещер Европы. В 1992 году она была принята в Международную ассоциацию оборудованных пещер мира (г. Генга, Италия).